# Сакургі
Сакургі (ест. Sakurgi, виро Sakurgi) — село в Естонії, входить до складу волості Миністе, повіту Вирумаа.